# Мутаххари, Муртаза
Муртаза́ Мутахха́ри (перс. مرتضی مطهری‎; 3 февраля 1920 — 1 мая 1979) — иранский мусульманский богослов и политический деятель.
Получил первоначальное теологическое образование у своего отца. В возрасте двенадцати лет поступил в традиционную исламскую школу в Мешхеде и учился там в течение пяти лет. Затем отправился в Кум, знаменитый шиитский образовательный центр, где продолжил образование. Он оставался там в течение пятнадцати лет и окончил своё образование под руководством Алламаха Табатабаи, Имама Хомейни и других известных учителей.
Он много писал о губительном влиянии коммунизма на молодёжь. Он также писал о толкованиях священных книг, философии, этике, социологии, истории и многом другом. В 1952 он учредил Совет студентов Тегеранского университета, а в 1955—1978 преподавал там теософию. В 1963 году он был арестован полицией САВАК вместе с Имамом Хомейни. После изгнания Хомейни в Турцию, он стал одним из лидеров исламского движения, внеся весомый вклад в мобилизацию боевых отрядов улема.
После победы Исламской Революции, 12 января 1979 года он был назначен главой Совета Исламской революции.
1 мая 1979 году был убит боевиками антиклерикальной организации «Форкан». Имам Хомейни, выражая соболезнования, сказал: «С его утратой я потерял дорогого сына. Я скорблю по человеку, который был наслаждением моей жизни».
Муртаза Мутаххари оставил после себя более двадцати книг, многократно переизданных на персидском, арабском, турецком, урду, английском и даже русском языках. В его честь была переименована тегеранская улица "Тахте Тавус" (перс. "Улица Павлина"), соединяющая улицы Сохреварди и Вали-Аср.

## Работы, издававшиеся на русском языке
- Мутаххари М. Ислам и Иран: история взаимоотношений. — СПб.: Петербургское востоковедение, 2008. — 480 с. — ISBN 978-5-85803-381-3.
- Мутаххари М. Божественное откровение и пророческая миссия. — Исток, 2009. — 136 с. — ISBN 978-5-91847-004-6.
- Мутаххари М. Вопрос хиджаба. — Садра, 2012. — 240 с. — ISBN 978-5-906016-02-7.
- Мутаххари М. Краткий экскурс по «Нахдж ал-балага». — Исток, 2010. — 176 с. — ISBN 978-5-85803-425-4.
- Мутаххари М. Образование и воспитание в Исламе. — Садра, 2013. — 368 с. — ISBN 978-5-906016-06-5.
- Мутаххари М. Правовой статус женщины в Исламе. — Петербургское Востоковедение, 2010. — 368 с. — ISBN 978-5-906016-06-5.
- Мутаххари М. Рассказы о праведниках. — Садра, 2015. — 422 с. — ISBN 978-5-006016-60-7.